# Adrien Jean Madiol

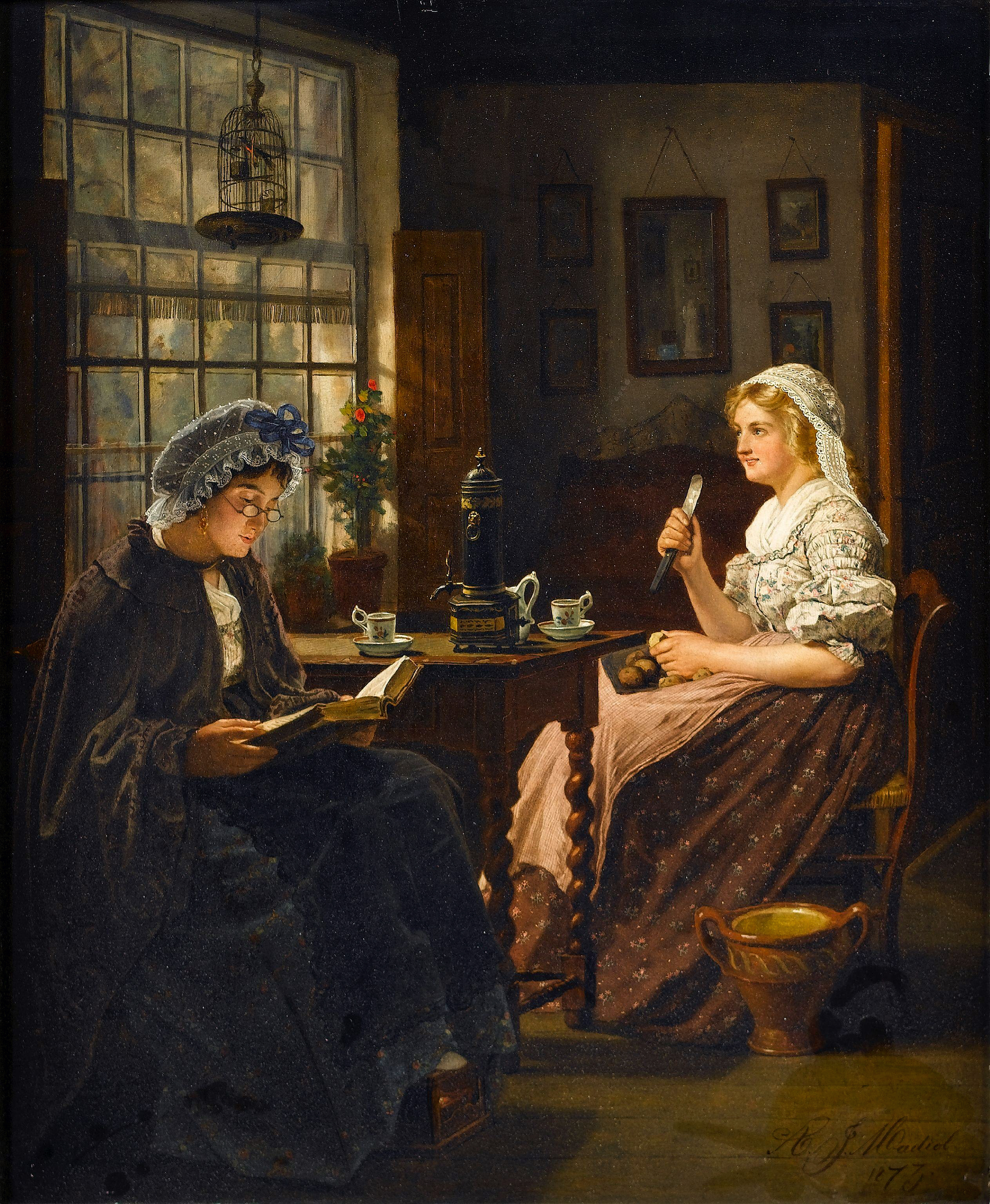
Kartoffelschälen

Adrien Jean Madiol (* 7. September 1845 in Groningen; † 16. Februar 1927 in Woluwe-Saint-Lambert/Sint-Lambrechts-Woluwe) war ein niederländisch-belgischer Genremaler. 
Er arbeitete 1866 kurz in Groningen. Anschließend ging er nach Belgien und absolvierte eine Ausbildung an der Koninklijke Academie voor Schone Kunsten van Antwerpen bei Nicaise de Keyser und setzte das Studium an der Académie royale des Beaux-Arts de Bruxelles fort.
Er arbeitete in Antwerpen und dann in Ixelles/Elsene. In Ixelles wurde er unter dem Namen Madyol in das Bevölkerungsregister eingetragen. 
Seine Motive waren hauptsächlich häusliche Szenen und Innenräume in der Tradition des niederländischen historischen Genres sowie Porträts. 
Er kannte Vincent van Gogh und erteilte ihm möglicherweise Perspektivunterricht. Van Gogh schätzte Madiols Werke. Er bat sogar seinen Bruder Theo, diesen Maler im Brüsseler Salon zu empfehlen. 
Sein Sohn Jacques Madyol (1871–1950) wurde ebenfalls Maler.